# Фінляндія на літніх Олімпійських іграх 2020
Фінляндію на літніх Олімпійських іграх 2020 представляли сорок п'ять спортсменів в одинадцятьох видах спорту.

## Спортсмени
| Вид спорту       | Чоловіки | Жінки | Загалом |
| ---------------- | -------- | ----- | ------- |
| Стрільба з лука  | 1        | 0     | 1       |
| Легка атлетика   | 9        | 12    | 21      |
| Бадмінтон        | 1        | 0     | 1       |
| Бокс             | 0        | 1     | 1       |
| Кінний спорт     | 1        | 0     | 1       |
| Гольф            | 2        | 2     | 4       |
| Вітрильний спорт | 2        | 3     | 5       |
| Стрільба         | 2        | 1     | 3       |
| Скейтбординг     | 0        | 1     | 1       |
| Плавання         | 2        | 3     | 5       |
| Боротьба         | 2        | 0     | 2       |
| Загалом          | 22       | 23    | 45      |